# Joseph Kastenbauer
Joseph Rudolf Kastenbauer (* 6. Juli 1945 in Schwäbisch Hall; † 3. April 2022 in Seebruck am Chiemsee) war ein deutscher Arzt und Zahnarzt.

## Leben
Kastenbauer besuchte ein humanistisches Gymnasium in Burghausen im Landkreis Altötting und studierte Medizin und Zahnmedizin in München und Erlangen. 1971 promovierte er zum Dr. med. und Dr. med. dent. und erhielt die Approbation als Zahnarzt, im Jahr darauf als Arzt. Seine berufliche Laufbahn begann als Assistent an der kieferchirurgischen Universitätsklinik Erlangen und in einigen freien Praxen. 1973 ließ er sich in eigener Praxis in Altötting nieder.
1977 wurde er Mitglied der Akademie Praxis und Wissenschaft, von 1984 bis 1990 gehörte er dem Direktorium der APW an. 1988–2015 folgte er einem Lehrauftrag an der Ludwig-Maximilians-Universität München für Zahnärztliche Berufskunde und Geschichte der Medizin, insbesondere Zahnmedizin. Er war außerdem Mitglied der Deutschen Gesellschaft für Zahn-, Mund- und Kieferheilkunde, des International College of Dentists, des Landes- und Verwaltungsausschusses der Bayerischen Ärzteversorgung und ab 1994 bis 2001 deren Vorsitzender im Landesausschuss. 1990 bis 2001 war er Präsident der Bayerischen Landeszahnärztekammer (BLZK), 1992–1998 Vizepräsident des Verbands Freier Berufe in Bayern (VFB). Ferner war er Vorstandsmitglied der Bundeszahnärztekammer (BZÄK), deren Vorstandsvorsitzender er 1992 bis 1994 war. Außerdem gehörte er dem Landesgesundheitsrat Bayern und dem Gesundheitsforum der Süddeutschen Zeitung an. Von 1986 bis 1992 war er ehrenamtlicher Richter am Finanzgericht München. Von 1991 bis 2020 war er Vorsitzender und Vorstandsmitglied des Förderkreises im Kurfürst-Maximilian-Gymnasium Burghausen/Salzach.
Anfang 1998 wurde er Mitglied des Bayerischen Senats, aus dem er am 31. März desselben Jahres wieder ausschied. In dieser Zeit war er Stiftungsrat der Bayerischen Landesstiftung. Von 1999 bis 2018 war er Honorarkonsul der Republik Togo / Westafrika. 2010 erhielt er einen Ruf als Honorarprofessor an die Ludwig-Maximilians-Universität München, Medizinische Fakultät.
Joseph Kastenbauer verstarb am 3. April 2022 im Alter von 76 Jahren in Seebruck am Chiemsee.

## Ehrungen und Auszeichnungen
- 1988 Goldenes Ehrenzeichen der Akademie Praxis und Wissenschaft der Deutschen Gesellschaft für Zahn-, Mund- und Kieferheilkunde
- 1997 Verdienstorden der Bundesrepublik Deutschland (Verdienstkreuz am Bande)
- 1997 Großes Ehrenzeichen der Österreichischen Dentistenkammer
- 2003 Verdienstorden der Bundesrepublik Deutschland (Verdienstkreuz 1. Klasse)
- 2004 Goldenes Ehrenzeichen der Bundeszahnärztekammer
- 2012 Bayerischer Verdienstorden[5]
- 2015 Verdienstmedaille in Silber der Ludwig-Maximilians-Universität München